# Bikini bridge

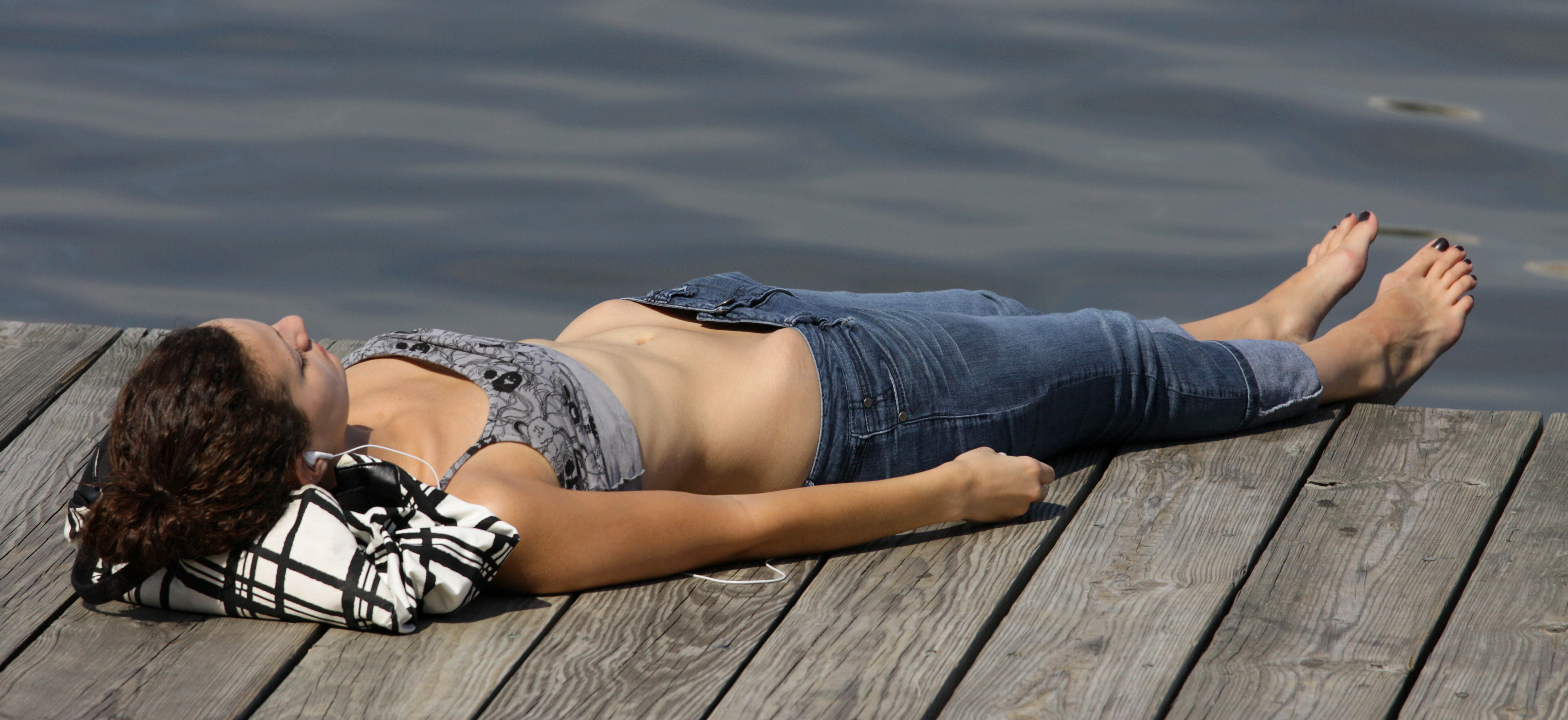
Изображение с сайта flickr, помеченное как бикини-бридж

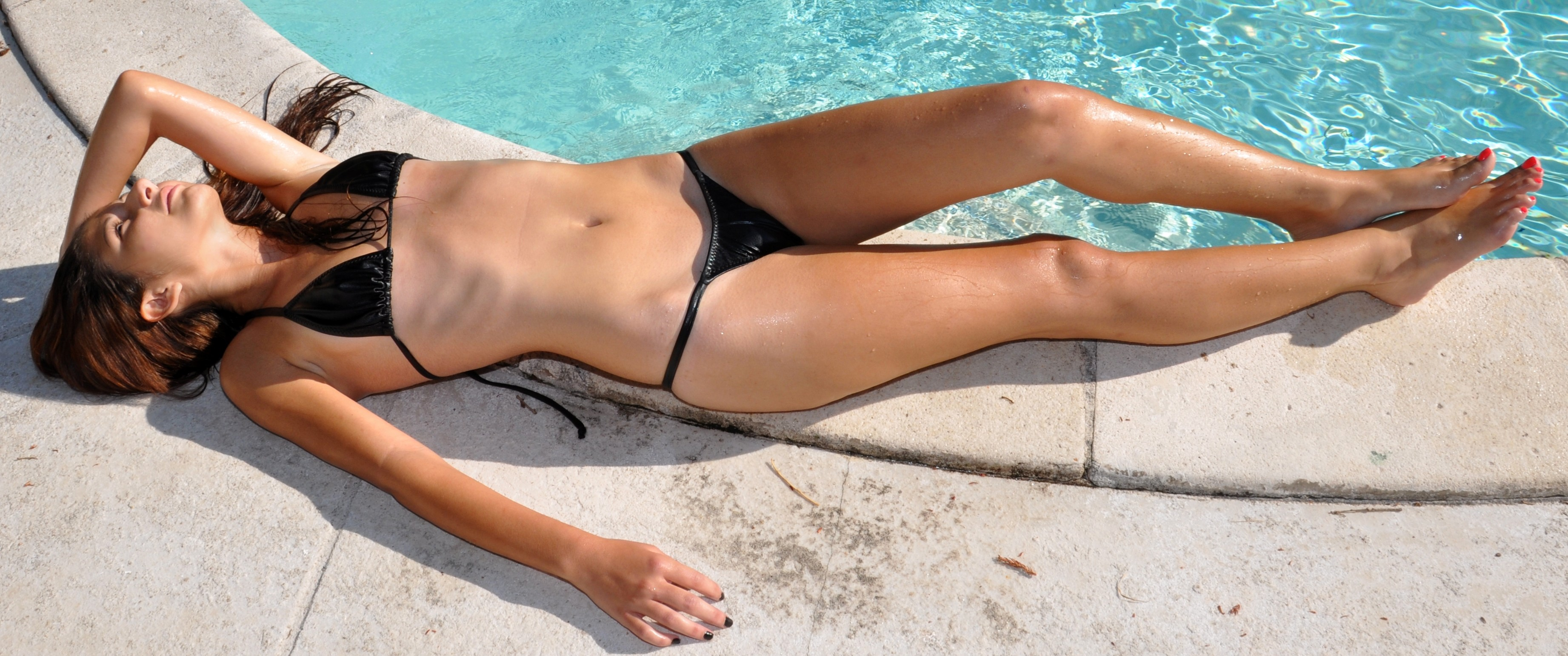

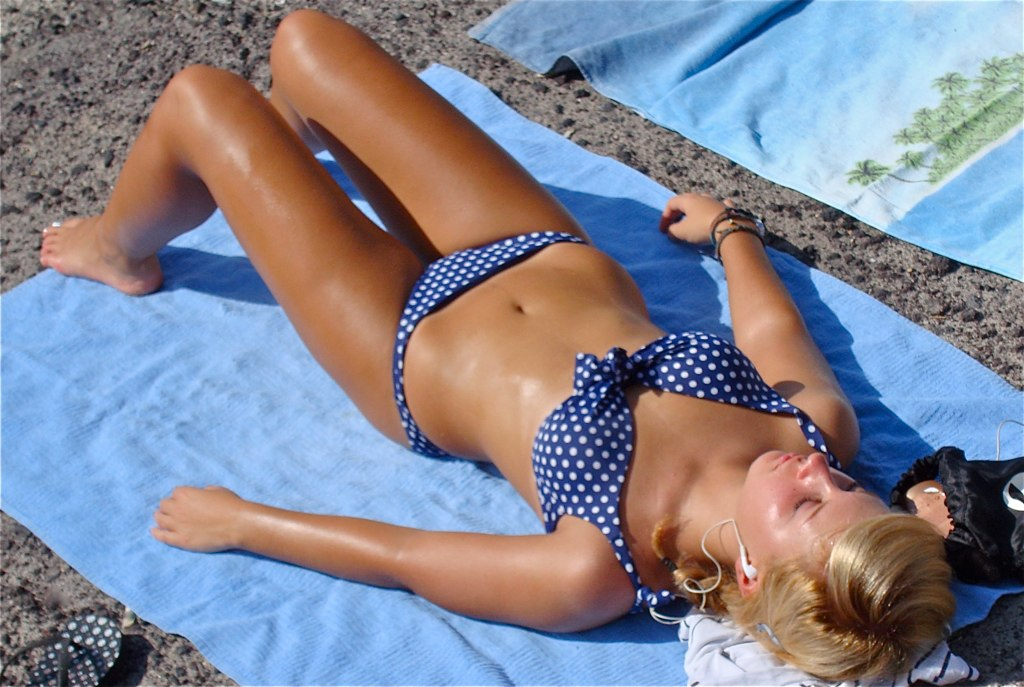

Бикини-бридж (англ. bikini bridge) — термин, описывающий визуальный эффект, возникающий, когда нижняя часть купальника (бикини) натягивается между тазовыми костями и не касается живота, создавая промежуток между тканью и телом. Как правило, он становится заметен у людей с небольшим процентом жира в организме и выраженными тазовыми костями. Бикини-бридж получил широкое распространение в интернете и социальных сетях в начале 2010-х годов, став мемом и одним из дискуссионных стандартов красоты.

## Происхождение
Упоминаемый около 2009 года, тренд завирусился США 5 января 2014 года, созданный пользователями раздела /b/ на имиджборде 4chan («Operation Bikini Bridge») как пародия на популярные мемы о худобе: китайскими тенденциями «Вызов ключицам» (Collarbone Challenge), «A4 waist Challenge», а также «Thigh gap». В 2014 году он приобрел вирусную популярность из-за шутливой кампании на платформе Reddit, участники которой намеренно продвигали бикини-бридж как новый стандарт красоты. Несмотря на сатирический подтекст кампании, тренд быстро распространился в социальных сетях, ориентированных на визуальный контент, таких как Instagram и Tumblr, где пользователи делились фотографиями с демонстрацией своего тела, используя хэштеги #bikinibridge, #fitspiration и #bodygoals. Тренд особенно распространился среди молодежи, вдохновляя пользователей достигать «идеальной» фигуры, ассоциируемой с бикини-бридж.

## Критика
Тренд вызвал оживленные споры в обществе, став символом как эстетического идеала, так и нереалистичных показателей стройности фигуры.
- Негативное влияние на здоровье. Стремление соответствовать стандарту бикини-бриджа может привести к нездоровым привычкам питания, резкому похудению и изнурительным тренировкам.
- Психологические проблемы. Постоянное сравнение себя с изображениями в социальных сетях может вызвать чувство неудовлетворенности своим телом, снизить самооценку и привести к расстройствам пищевого поведения, таким как анорексия и булимия.[10][11][12][13]
- Социальное давление. Тренд создает дополнительное давление на молодежь, формируя ощущение необходимости соответствовать внешним стандартам.

Общество разделилось на два лагеря. Сторонники рассматривают его как эстетический феномен и признак здоровой физической формы, тогда как противники называют его примером токсичной культуры, ориентированной на внешний вид. В последнее время[когда?] набирает популярность движение бодипозитива, выступающее против подобных тенденций. Его представители предлагают принять собственное тело таким, какое оно есть, независимо от соответствия модным стандартам.

## Бодипозитив
Усилиями общественных организаций и отдельных активистов направлены на снижение давления, связанного с модными стандартами тела. Движение помогает людям осознать, что красота — это нечто индивидуальное и многогранное. Вместо того чтобы стремиться к достижению мнимых ценностей, активисты предлагают сосредоточиться на здоровье, комфорте и самопринятии, чтобы стандарты красоты перестали диктоваться временными трендами, а уважение к личности и здоровый образ жизни стали главными приоритетами.